# Leptomys signatus
Leptomys signatus és una espècie de rosegador de la família dels múrids. És endèmica de Papua Nova Guinea, on el seu hàbitat natural són els boscos secs tropicals i subtropicals. Està amenaçada per la pèrdua d'hàbitat.